# Governador-geral da Nova Zelândia
O cargo de governador-geral da Nova Zelândia é ocupado pelo representante do Monarca Neozelandês (atualmente, Carlos III). O governador-geral age como o vice-rei do Rei representante da Nova Zelândia e é geralmente visto como o chefe de estado de facto. Dado que o rei reside no Reino Unido e é, simultaneamente, o monarca de quinze outros reinos da Comunidade das Nações, é ele que, aconselhado pelo primeiro-ministro, designa um governador-geral com o intuito de realizar os seus deveres constitucionais no Reino da Nova Zelândia.
O cargo tem as suas origens na administração da Nova Zelândia enquanto dependência da Colónia de Nova Gales do Sul em 1839, e o seu governador possuía, portanto, jurisdição sobre o território neozelandês. Com a transformação da Nova Zelândia numa colónia independente no ano seguinte, esta passa a estar sob a alçada de um governador, o então tenente-governador William Hobson.
O Ato Constitucional 1986 determina que "O Governador Geral nomeado pelo Soberano é o representante Soberano na Nova Zelândia.". O título completo da posição é, desde 1983, Governador-Geral e Comandante-em-Chefe do Reino da Nova Zelândia.
Não há termos específicos, mas por convenção o governador-geral serve por aproximadamente cinco anos. A atual governadora-geral é Cindy Kiro, em funções desde 2021. Sucedeu a Patsy Reddy, tendo sido nomeada pela primeira-ministra Jacinda Ardern.